# رابطة الدعاة السويدية
رابطة الدعاة السويدية هي منظمة سويدية مكرسة لتعزيز حرية الصحافة وحرية التعبير في الصحافة.
تأسست الرابطة في ستوكهولم عام 1874، وتضم اليوم ما يقرب من 5200 عضو وسبعة فروع في مناطق مختلفة من السويد. ينظم مناقشات حول الموضوعات الحالية ويوزع الجوائز بالإضافة إلى المنح الدراسية، بتمويل من تبرع من لارس جوهان هيرتا.

## الجوائز

### جائزة حرية التعبير
تُمنح هذه الجائزة تخليدًا لذكرى آنا بوليتكوفسكايا، الصحفية والكاتبة والناشطة في مجال حقوق الإنسان الروسية المقتولة.
- 2015: خديجة إسماعيلوفا[1]
- 2013: مايكل أفاناسييف
- 2012: جوران بيرسون، جوناس فالمان ومارتن شيبي
- 2011: فريدريك جيرتن
- 2010: آمون عبد الله
- 2009: إلين جونسون
- 2008: أولف جوهانسون، رئيس تحرير جريدة نيريكس أليهاندا.
- 2007: داويت إسحاق

## روابط خارجية
- Official site باللغة السويدية